# Borderlands: The Handsome Collection
Borderlands: The Handsome Collection è una raccolta di videogiochi sviluppata da Gearbox Software e pubblicata da 2K Games. La raccolta contiene i videogiochi Borderlands 2 e Borderlands: The Pre-Sequel completamente rimasterizzati e contenente tutti i DLC di entrambi i capitoli. Tale raccolta è disponibile per PlayStation 4, Xbox One, Nintendo Switch, Microsoft Windows (PC) e MacOS.

## Videogiochi compresi
La Collection contiene i due capitoli della saga, completamente rimasterizzati e con tutti i loro DLC, che raccontano la storia di Jack il Bello (Handsome Jack nell'originale inglese).
- Borderlands 2 (2012)
  - Capitan Scarlett e il suo bottino dei pirati
  - Campagna del massacro di Mr. Torgue
  - Caccia grossa con Sir Hammerlock
  - Assalto alla Rocca del Drago di Tiny Tina
  - Il raccolto sanguinante di T.K. Baha
  - L'orribile fame del tacchino da guerra
  - Come Marcus ha salvato il giorno del mercenario
  - Mad Moxxi e il massacro del giorno del matrimonio
  - Sir Hammerlock vs. Il figlio di Crawmerax
  - Premiere Club: Mechromancer Pack
  - Psycho and Ultimate Vault Hunter Upgrade Pack
  - Ultimate Vault Hunter Upgrade Pack 2: Digistruct Peak Challenge
- Borderlands: The Pre-Sequel (2014)
  - Doppelganger Pack
  - Baroness Pack
  - L'assalto all'Holodome
  - Un viaggio Claptastico